# Gran Premi de Bèlgica del 1952

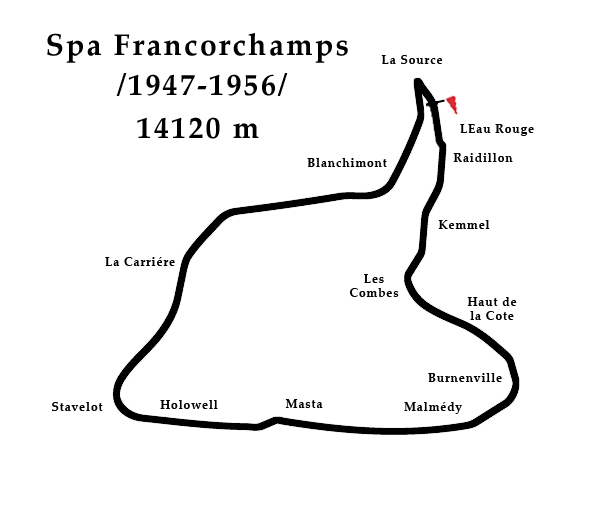
Mapa de circuit Spa Francorchamps.

Resultats del Gran Premi de Bèlgica de Fórmula 1 disputat la temporada 1952 al circuit de Spa Francorchamps el 22 de juny del 1952.

## Resultats
| Pos | No | Pilot                         | Equip                     | Voltes | Temps/ Retirada | Pos. de sortida | Punts |
| --- | -- | ----------------------------- | ------------------------- | ------ | --------------- | --------------- | ----- |
| 1   | 4  | Alberto Ascari                | Ferrari                   | 36     | 3h 03' 46. 3    | 1               | 9     |
| 2   | 2  | Nino Farina                   | Ferrari                   | 36     | + 1' 55. 2 min. | 2               | 6     |
| 3   | 14 | Robert Manzon                 | Gordini                   | 36     | + 4' 28. 4 min. | 4               | 4     |
| 4   | 8  | Mike Hawthorn                 | Cooper - Bristol          | 35     | + 1 Volta       | 6               | 3     |
| 5   | 28 | Paul Frere                    | HWM - Alta                | 34     | + 2 Voltes      | 8               | 2     |
| 6   | 10 | Alan Brown                    | Cooper - Bristol          | 34     | + 2 Voltes      | 9               |       |
| 7   | 34 | Charles de Tornaco            | Ferrari                   | 33     | + 3 Voltes      | 13              |       |
| 8   | 18 | Johnny Claes                  | Gordini                   | 33     | + 3 Voltes      | 19              |       |
| 9   | 12 | Eric Brandon                  | Cooper - Bristol          | 33     | + 3 Voltes      | 12              |       |
| 10  | 20 | Prince Bira                   | Simca - Gordini - Gordini | 32     | + 4 Voltes      | 18              |       |
| 11  | 24 | Lance Macklin                 | HWM - Alta                | 32     | + 4 Voltes      | 14              |       |
| 12  | 30 | Roger Laurent                 | HWM - Alta                | 32     | + 4 Voltes      | 20              |       |
| 13  | 38 | Arthur Legat                  | Veritas                   | 31     | + 5 Voltes      | 21              |       |
| 14  | 44 | Robert O'Brien                | Simca - Gordini - Gordini | 30     | + 6 Voltes      | 22              |       |
| 15  | 42 | Tony Gaze                     | HWM - Alta                | 30     | + 6 Voltes      | 16              |       |
| Ret | 40 | Robin Montgomerie-Charrington | Aston Butterworth         | 17     | Motor           | 15              |       |
| Ret | 6  | Piero Taruffi                 | Ferrari                   | 13     | Accident        | 3               |       |
| Ret | 16 | Jean Behra                    | Gordini                   | 13     | Accident        | 5               |       |
| Ret | 36 | Ken Wharton                   | Frazer - Nash - Bristol   | 10     | Virolla         | 7               |       |
| Ret | 22 | Louis Rosier                  | Ferrari                   | 6      | Transmissió     | 17              |       |
| Ret | 26 | Peter Collins                 | HWM - Alta                | 3      | Palier / Eix    | 11              |       |
| Ret | 32 | Stirling Moss                 | ERA - Bristol             | 0      | Motor           | 10              |       |

## Altres
- Pole: Alberto Ascari 4' 37. 0

- Volta ràpida: Alberto Ascari 4' 55. 0 (a la volta 2)